# Kannamangalam
Kannamangalam è una suddivisione dell'India, classificata come town panchayat, di 7.297 abitanti, situata nel distretto di Tiruvannamalai, nello stato federato del Tamil Nadu. In base al numero di abitanti la città rientra nella classe V (da 5.000 a 9.999 persone).

## Geografia fisica
La città è situata a 12° 44' 19 N e 79° 09' 09 E.

## Società

### Evoluzione demografica
Al censimento del 2001 la popolazione di Kannamangalam assommava a 7.297 persone, delle quali 3.564 maschi e 3.733 femmine. I bambini di età inferiore o uguale ai sei anni assommavano a 744, dei quali 388 maschi e 356 femmine. Infine, coloro che erano in grado di saper almeno leggere e scrivere erano 5.461, dei quali 2.971 maschi e 2.490 femmine.